# Lago Laaxersee
O Lago Laaxersee ou Grond É um lago artificial localizado junto à localidade de Laax, cantão de Grisons, Suíça. Apresenta uma superfície de 5 ha e uma profundidade máxima 5,5 m. A temporada de pesca neste lago vai de 1 Maio a 15 de setembro. No inverno, o lago está geralmente congelado.